# وادي مخالف
وادي مخالف هو واد صغير في تهامة بلاد بلقرن في محافظة العرضيات تسيل مياهه من جبال النبيعة حتى يلتقي مع وادي جفن عند قرية المنقب.